# Mallophora
Mallophora es un género de moscas Asilidae. Las larvas son parasitoides externos de escarabajos. Los adultos son depredadores de insectos, especialmente de abejas. Hay aproximadamente 60 especies, algunas son serias plagas de las abejas domésticas.

## Especies seleccionadas
- Mallophora ardens Macquart, 1834
- Mallophora atra Macquart, 1834
- Mallophora bomboides (Wiedemann, 1821)
- Mallophora fautrix Osten Sacken, 1887
- Mallophora fulviventris Macquart, 1850
- Mallophora leschenaulti Macquart, 1838
- Mallophora orcina (Wiedemann, 1828)
- Mallophora ruficauda Wiedemann, 1828
- Mallophora thompsoni Artigas and Angulo, 1980

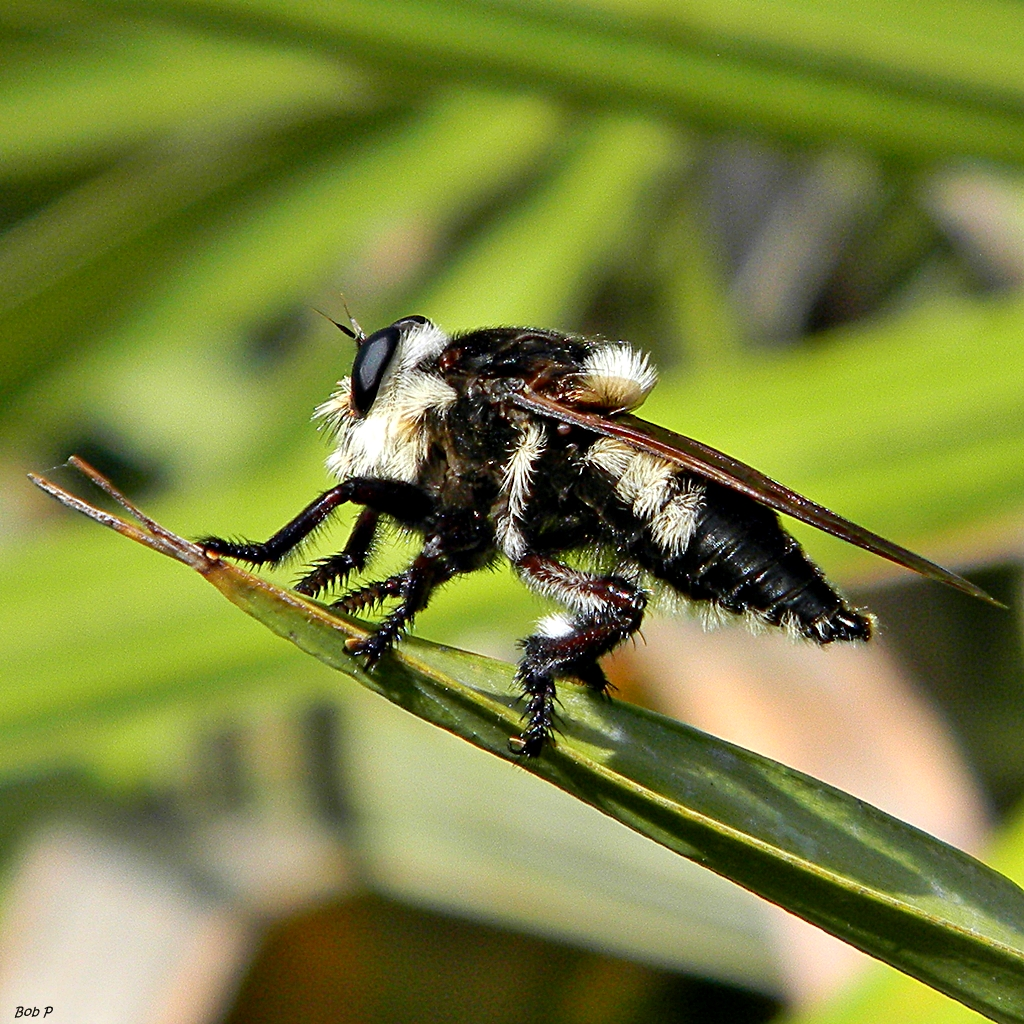
Mallophora orcina